# Victor Lustig
Pour les articles homonymes, voir Lustig.
Vous pouvez aider à l'améliorer ou bien discuter des problèmes sur sa page de discussion.
- Il ne cite pas suffisamment ses sources. Vous pouvez indiquer les passages à sourcer avec {{référence nécessaire}} ou {{Référence souhaitée}}, et inclure les références utiles en les liant aux notes de bas de page. (Marqué depuis janvier 2018)
- Certaines informations devraient être mieux reliées aux sources mentionnées dans la bibliographie ou les liens externes. Améliorez sa vérifiabilité en les associant par des références. (Marqué depuis janvier 2018)

- Archive Wikiwix
- Bing
- Cairn
- DuckDuckGo
- E. Universalis
- Gallica
- Google
- G. Books
- G. News
- G. Scholar
- Persée
- Qwant
- (zh) Baidu
- (ru) Yandex
- (wd) trouver des œuvres sur Wikidata

Victor Lustig, né le 4 janvier 1890 à Hostinné en royaume de Bohême (Autriche-Hongrie) et mort le 11 mars 1947 à Springfield au Missouri (États-Unis), est un escroc et un imposteur. Il est principalement connu comme « l'homme qui a vendu la tour Eiffel ».

## Biographie

### Jeunesse
La famille de Lustig appartenait à la bonne bourgeoisie. Son éducation fut réussie, au point qu'il parlait couramment au moins cinq langues. À l'âge de 19 ans, il eut une querelle pour une fille avec un rival, et il en garda une cicatrice caractéristique entre l'œil gauche et l'oreille gauche. Après sa scolarité, il passa quelque temps en prison pour des délits mineurs.
Avant la Première Guerre mondiale, Lustig gagnait de l'argent sur les grands vapeurs transocéaniques en truquant et en trichant aux cartes. Mais, avec le début du conflit, cette source d'argent disparut.

### États-Unis
En 1920, Victor Lustig alla aux États-Unis où il se fit appeler comte Victor Lustig. Avec sa connaissance des gens et son allure aristocratique, il porta ses escroqueries à la perfection. Parmi ses victimes, on compte entre autres Al Capone. Il prétendait vendre des machines à imprimer les billets de banque, et aussi faisait croire qu'il avait des "tuyaux" sûrs pour les courses de chevaux avant de s'éclipser avec les mises.

### L'homme qui vendit la tour Eiffel
Dans les années 1920, après la Première Guerre mondiale, Paris est en plein boom économique. Ce sont les Années folles : les cabarets fleurissent dans la capitale et le jazz fait son apparition dans les cabarets avec les revues nègres et dans les caveaux du quartier latin et de Saint-Germain-des-Prés.
C'est ici, dans cette atmosphère, que Lustig vient dépenser l'argent qu'il a frauduleusement gagné outre-Atlantique. Mais le coût de la vie dans la grande ville est encore plus important qu'il ne l'avait imaginé et c'est ainsi qu'il se retrouve sans un sou en poche.
C'est donc dans sa luxueuse chambre de l'hôtel de Crillon, place de la Concorde, qu'il lit un journal français pour trouver l'inspiration pour une nouvelle escroquerie. Au fil des pages il lit un article exposant les difficultés de l'État français à entretenir la tour Eiffel, construite à l'origine pour l'Exposition universelle de Paris de 1889. Il était au départ prévu qu'elle soit démontée en 1909 et ce n'est que son utilité dans le domaine militaire qui l'a sauvée. Elle n'était donc pas prévue pour subsister si longtemps et elle avait un besoin urgent d'être rénovée. Le journaliste finit son article par cette petite ouverture humoristique : « Devra-t-on vendre la tour Eiffel ? ». Sans le savoir, il venait de publier le point de départ d'une escroquerie.
Lustig se fit passer pour un fonctionnaire du gouvernement français et fit fabriquer de fausses mises en adjudication pour la vente de la tour Eiffel. Il envoya aux cinq plus grandes entreprises de récupération de ferraille  des invitations pour des négociations de vente. C'est dans l'hôtel de Crillon qu'une rencontre confidentielle fut proposée. Un pareil hôtel était un lieu idéal puisque c'était un point de rencontre prisé des diplomates et des hommes politiques.
À la date prévue, les cinq ferrailleurs étaient présents. Victor Lustig se présenta comme directeur général, représentant du ministère des PTT. Il expliqua aux intéressés qu'ils avaient été retenus parce qu'on connaissait leur probité en tant qu'hommes d'affaires. Ensuite, il expliqua, dans cette ambiance feutrée, que la tour Eiffel devait être démolie et vendue en tant que « ferraille ». Son aisance l'aida beaucoup à rendre la situation crédible. Il emmena ensuite les ferrailleurs à la tour Eiffel pour sonder leur comportement et leur intérêt. Ce fut une étape très importante : c'était là que tout se jouait. Il alla directement au guichet avec une carte de ministre falsifiée, passa sans problème. accompagné des cinq ferrailleurs à qui il fit visiter la tour  Il termina en expliquant qu'il attendrait des propositions jusqu'au lendemain.
Lustig avait déjà choisi sa cible à l'hôtel de Crillon : André Poisson, un homme peu sûr de lui qui espérait se faire une place dans le monde des affaires parisien grâce à cet achat. Sa femme était méfiante quant à cette transaction, elle mit ainsi Poisson dans le doute. Pour le persuader, Lustig s'arrangea pour le rencontrer une nouvelle fois. Là, il changea de ton, se mit à faire des confidences et raconta à Poisson qu'il était mal payé et aurait aimé « arrondir » son revenu. Poisson était au courant de la corruption des fonctionnaires de l'État, si bien qu'il comprit immédiatement que Lustig exigeait un dessous de table. Il n'en fallut pas plus pour le convaincre de l'authenticité de la vente.
Dès que l'affaire fut conclue, Lustig et son associé Dan Collins se réfugièrent à Vienne tandis que Poisson comprit qu'il avait été berné. Contre toute attente, les escrocs constatèrent que la presse n'avait pas écrit un mot au sujet de cette escroquerie. Et pour cause, humilié, Poisson n'a pas osé dénoncer l'escroquerie à la police.
Un mois plus tard, Lustig revenait une nouvelle fois à Paris pour recommencer exactement le même stratagème mais le second acheteur, moins dupe, le dénonça à la police. Lustig dut s'enfuir en vitesse.
Cet exploit fut repris dans le livre L'Homme qui vendit la tour Eiffel (The Man Who Sold the Eiffel Tower) de James F. Johnson et Floyd Miller, paru en 1961 chez Doubleday pour la version originale et en 1963 chez Calmann-Lévy pour la traduction française. En 1964, Claude Chabrol réalisa un court-métrage inspiré de cette histoire intitulé L'Homme qui vendit la tour Eiffel dans le film à sketches Les Plus Belles Escroqueries du monde.
Il est envisageable que Lustig ait été inspiré par l'escroquerie de l'Écossais Arthur Ferguson qui, en 1923, réussit à « vendre » successivement la statue de l'amiral Nelson de Trafalgar Square, Big Ben, puis le palais de Buckingham. La même année de la vente de la tour Eiffel par Lustig, Ferguson réussit à louer la Maison-Blanche puis tenta — sans succès — de vendre la statue de la Liberté à un riche Australien. L'existence de cet escroc est toutefois contestée : la référence la plus ancienne à Arthur Ferguson ne remonterait qu'aux années 1970.

### Faux billets
Victor Lustig retourna vite aux États-Unis, où il s'adonna au faux-monnayage. À Remsen County (Oklahoma), il fut emprisonné, mais réussit à convaincre le shérif Richard de le libérer en échange d'une presse à imprimer de l'argent à un prix spécial. Le shérif devina trop tard le truc, il poursuivit Lustig jusqu'à Chicago, où il l'attrapa. Mais Lustig sut garder son sang-froid, et expliqua au shérif qu'il s'était mal servi de la machine. Il réussit à l'emberlificoter avec du jargon technique jusqu'à ce que sa victime acceptât que Lustig revînt dans l'Oklahoma et lui expliquât encore une fois l'usage de l'appareil. Pour achever de le calmer, Lustig lui remit une liasse de billets de 100 $ en dédommagement  pour le voyage. Bien sûr, il s'agissait de fausse monnaie, et le shérif Richard se fit arréter peu de temps après.
En 1934, le Secret Service constitua une commission spéciale chargée de découvrir l'origine de la fausse monnaie qui inondait les États-Unis. On soupçonnait un pharmacien du nom de William Watts, qui, pendant la Prohibition, avait déjà falsifié des étiquettes pour des bouteilles de whisky. Il n'existait aucune indication sur l'endroit où se trouvait Watts, on ne connaissait que son agent de liaison, le comte Victor Lustig qui fut arrêté et convint que Watts falsifiait des planches à billets, mais assura que lui-même n'avait rien à voir dans l'affaire. Le malheur fut qu'il avait sur lui une clé pour une consigne automatique de Times Square, dans laquelle, à côté de 51 000 faux dollars américains, on trouva aussi des clichés de faux billets à imprimer.

### Divers
Selon la légende, Al Capone, que Lustig avait même escroqué de 5 000 $US quelques années auparavant, aurait assuré lui-même la protection de ce dernier en prison. On ajoute que l'employé fit une erreur en remplissant le certificat de décès à la rubrique profession. Rien de mieux ne lui venant à l'esprit il aurait écrit vendeur. Le journaliste français Pierre Bellemare raconte également dans son livre C'est arrivé un jour (tome II), qu'il avait affiché une banale carte postale de la tour Eiffel dans sa cellule et qu'il y avait annoté « vendue 100 000 Francs ».

### Décès
Lustig fut accusé et emprisonné à New York. La veille de son procès, il réussit à s'enfuir en faisant une corde avec son drap de lit. 27 jours plus tard, il fut arrêté encore une fois à Pittsburgh. Le 5 décembre 1935 eut lieu son procès, le témoin principal, William Watts, ayant été arrêté peu de temps auparavant. Lustig fut condamné à 15 ans de détention et expédié à Alcatraz, en Californie. Le 9 mars 1947, il contracta une pneumonie et mourut deux jours plus tard au Centre médical pour prisonniers fédéraux des États-Unis de Springfield au Missouri.

## Films documentaires
- Les grandes Escroqueries[5], "Victor Lustig, Tours de passe-passe", de Marc Maouad et Roland Sicsic, Planète+ Crime, Maydia Production 2010